# Mia Zschocke
Mia Zschocke (* 28. Mai 1998 in Aschaffenburg) ist eine deutsche Handballspielerin.

## Vereinskarriere
Mia Zschocke begann im Alter von vier Jahren das Handballspielen beim TSV Lohr. Im Jahr 2014 wechselte die Rückraumspielerin zum Bayer Leverkusen. Hier lief sie anfangs für die 2. Mannschaft in der 3. Liga sowie im Jugendbereich von Bayer Leverkusen auf. Mit der A-Jugend gewann sie 2015 die deutsche Meisterschaft sowie 2016 und 2017 die deutsche Vizemeisterschaft. Am 25. September 2016 gab sie gegen den HC Leipzig ihr Debüt in der Bundesliga. Anschließend gehörte sie dem Bundesliga-Kader an. Zur Saison 2021/22 wechselte sie zum Ligakonkurrenten Borussia Dortmund. Anfang September 2022 kündigte Zschocke wie auch ihre Teamkameradin Amelie Berger ihren bis 2023 laufenden Vertrag außerordentlich, der Verein gab dem statt. Zschocke wechselte zum norwegischen Klub Storhamar Håndball. Seit der Saison 2023/24 steht sie beim rumänischen Erstligisten SCM Râmnicu Vâlcea unter Vertrag.

## Auswahlmannschaften
Zschocke nahm mit der deutschen Jugend-Nationalmannschaft an der U-17-Europameisterschaft 2015 in Mazedonien, an der U-18-Weltmeisterschaft 2016 in der Slowakei, an der U-19-Europameisterschaft 2017 in Slowenien und an der U-20-Weltmeisterschaft 2018 in Ungarn teil. Sie gehört zum 2018 gegründeten DHB-Elitekader. Im September 2018 gab sie ihr Debüt für die deutsche A-Nationalmannschaft. Mit der A-Nationalmannschaft nahm sie an der Europameisterschaft 2018 in Frankreich und an der Weltmeisterschaft 2019 in Japan teil. Für die Europameisterschaft 2020 in Dänemark war sie ebenso nominiert, musste jedoch verletzungsbedingt absagen. Zwei Jahre später nahm sie mit der deutschen Auswahl an der Europameisterschaft teil, in deren Verlauf sie in sechs Partien torlos blieb.

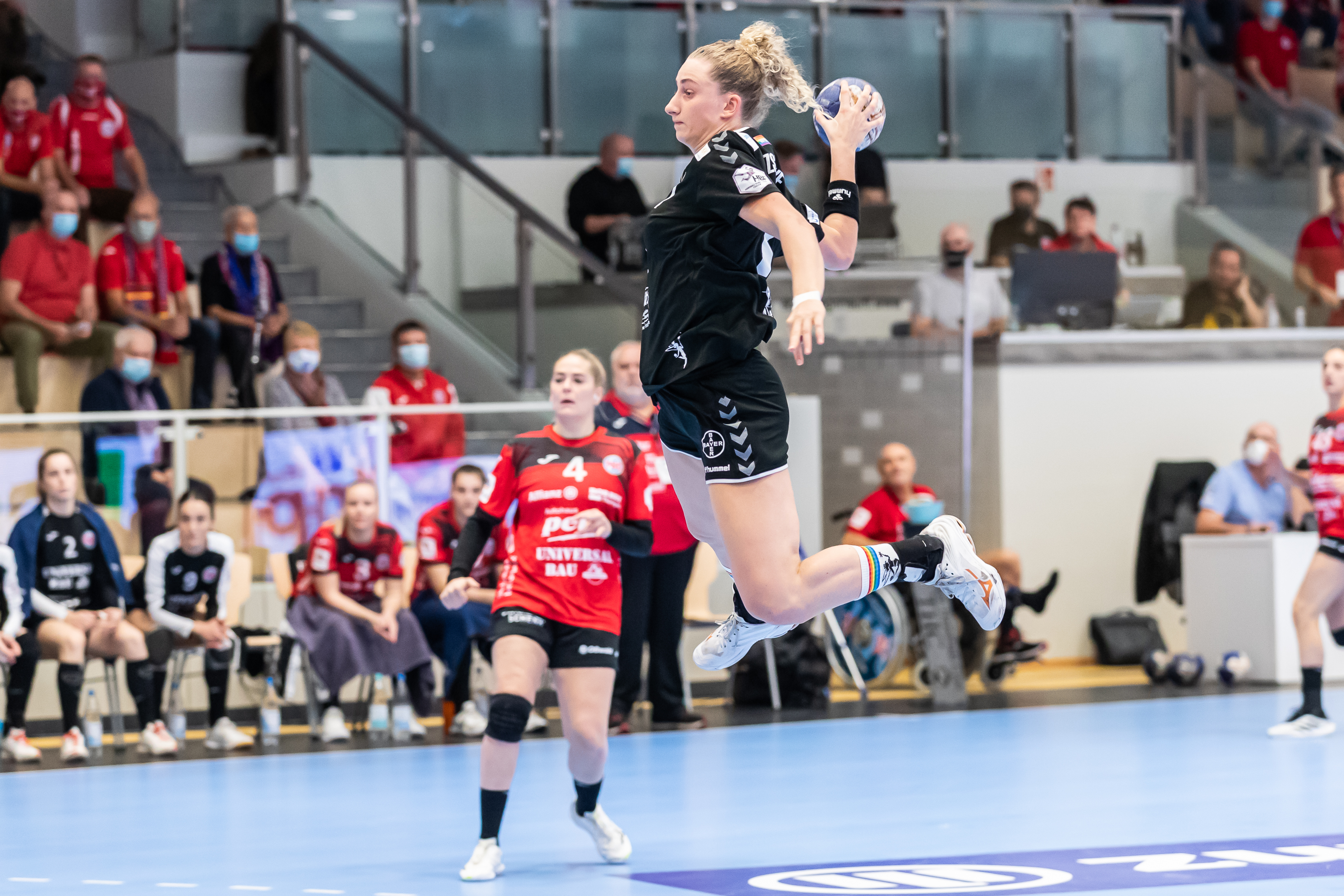
Mia Zschocke für den TSV Bayer 04 Leverkusen (2020)